# Lipsko
Lipsko (udtale: [ˈlʲipskɔ])   er en by der ligger i det østlige, centrale Polen, i den sydligste del af voivodskabet Masovien (Województwo mazowieckie) og har 5.199(2021) indbyggere og et areal på 15,7 km². Den er administrationsby af powiatet (amt) Lipsko. Lipsko ligger på to bakker, der er delt af floden Krępianka.

## Historie
Første omtale af byen er fra april 1589, hvor landsbyen tilhørte familien Krępski. I 1613 fik den stadsrettigheder og udviklede sig hurtigt på grund af beliggenheden langs "oksevejen", fra Røderutenien til Storpolen og Schlesien. I 1614 blev Treenighedskirken bygget, grundlagt af Lord Mikołaj Oleśnicki. Lipsko var en privat by,  beliggende i Sandomierz Voivodeskab i Lillepolen i Kongeriget Polen.